# Джананг
Джананг (тиб. གྲ་ནང་རྫོང, Вайли: gra nang rdzong, кит. упр. 扎囊县, пиньинь Zhānáng xiàn, палл. Чжанан сянь) — уезд в городском округе Шаньнань, Тибетский автономный район, КНР. Административный центр расположен в посёлке Джатанг.

## История
Уезд был создан в 1960 году путём объединения трёх тибетских дзонгов.

## Население
По состоянию на 2000 год в уезде проживало 35,3 тыс. человек, из которых более 99 % составляли тибетцы.

## Административное деление
Уезд делится на 2 посёлка и 3 волости:
- Посёлок Джатанг (扎塘镇)
- Посёлок Сангье (桑耶镇)
- Волость Зачи (扎期乡)
- Волость Джиру (吉汝乡)
- Волость Анза (安扎乡)

## Экономика
В пустынных районах уезда развивается современное сельское хозяйство, в том числе выращивание беспочвенных овощных культур.

## Транспорт
В 2015 году был построен первый мост через реку Ярлунг-Цангпо, соединивший северную и южную часть уезда. На некоторых участках реки продолжают действовать плоты и лодки, перевозящие на другой берег людей, животных и грузы.

## Достопримечательности
В уезде расположены буддийские монастыри Самье, основанный в VIII веке, и Миндроллинг, основанный в 1676 году.